# Nazionale maschile di pallamano della Nuova Zelanda
La nazionale neozelandese di pallamano rappresenta la Nuova Zelanda nelle competizioni internazionali e la sua attività è gestita dalla New Zealand Handball Federation.